# Patricia Chagnon
Pour les articles homonymes, voir Chagnon (homonymie).
Patricia Chagnon, née le 20 novembre 1963 à Eindhoven (Pays-Bas), est une femme politique française, membre du Rassemblement national (RN). Elle est députée européenne de 2022 à 2024. 

## Situation personnelle
D'origine néerlandaise, Patricia Chagnon s'installe en France dans les années 1990[réf. nécessaire], puis obtient la nationalité française.
En 1998, elle achète avec son mari le château de Bagatelle et son jardin, situés à Abbeville, qu'ils restaurent avec l'aide d'un paysagiste,.
Entre 2003 et 2011, Patricia Chagnon est présidente de l'office de tourisme d'Abbeville. En 2010, la médaille du tourisme lui est attribuée à l'échelon bronze.
En 2019, elle déclare être interprète de profession. Elle parle français, anglais et néerlandais.

## Parcours politique

### Élections et mandats locaux
Patricia Chagnon s'engage en politique à partir de 2014 et mène la liste du Rassemblement bleu Marine à Abbeville. Avec 20,84 %, elle est élue conseillère municipale d'opposition et conseillère communautaire de la communauté d'agglomération de la Baie de Somme.
Elle promeut le programme du Front national sur la chaîne Russia Today et d'autres médias internationaux principalement anglophones et néerlandophones : NPO, NKH[Quoi ?], Al Jazeera, TRT[source secondaire souhaitée].
Lors des élections départementales de 2015, son binôme obtient 41,85 % des suffrages exprimés au premier tour dans le canton de Rue. Durant l'entre-deux tours, Patricia Chagnon obtient le soutien personnel de Joël Hart, ancien député-maire RPR-UMP d'Abbeville, ce qui vaut à ce dernier les critiques de l'équipe départementale de l'UMP. Toutefois, au second tour, le binôme de Patricia Chagnon est battu par les candidats centriste de l'Union des démocrates et indépendants (UDI).[réf. souhaitée]
Elle devient cependant conseillère régionale de la région Hauts-de-France quelques mois plus tard, se trouvant en quatrième position sur la liste menée par Sébastien Chenu qui obtient 5 élus dans la Somme.
Au cours de son mandat, elle s'oppose notamment au projet de parc éolien au large du Crotoy[source insuffisante].
Candidate au siège de députée dans la 3e circonscription de la Somme en 2017, elle échoue à accéder au second tour, devancée par le candidat LREM et Emmanuel Maquet (LR).
Elle est en 26e position en 2019 sur la liste européenne du Rassemblement national conduite par Jordan Bardella, qui obtient 23 élus.
Elle mène à nouveau la liste RN aux élections municipales de 2020 sur Abbeville. Avec 8,39 % au second tour, elle est la seule élue de sa liste.
Patricia Chagnon n'est pas candidate aux élections législatives de 2022, le Rassemblement national ayant investi Nicolas Lottin dans la 3e circonscription de la Somme, celui-ci réalise 46,18 % au 2e tour.

### Députée au Parlement européen
Le 29 juillet 2022, Patricia Chagnon devient députée au Parlement européen dans le groupe Identité et Démocratie (ID) en remplacement de Julie Lechanteux, élue députée aux élections législatives.
Entre 2023 et 2024, elle participe à au moins un entretien avec Voice of Europe, canal de diffusion de la propagande du Kremlin basé en République tchèque. Elle y croise d'autres parlementaires européens d'extrême droite, comme Maximilian Krah, Hervé Juvin et Thierry Mariani.
Elle n'est pas reconduite sur la liste de Jordan Bardella aux élections européennes de 2024.

### Candidate aux législatives
À la suite de la dissolution de l'Assemblée nationale, elle est candidate parachutée à Saint-Pierre-et-Miquelon pour les élections législatives,. Elle termine en cinquième et dernière position avec 10,59 % des voix.

## Affaire judiciaire
En 2018, elle est condamnée à 10 000 euros d'amende dont 8 000 avec sursis, ainsi que deux ans d'inéligibilité, pour harcèlement moral entre 2009 et 2011 envers son employée, la directrice à l'Office de tourisme d'Abbeville. Sa condamnation est maintenue en appel, mais son inéligibilité est annulée.